# あいだあい
あいだ あい（1990年3月30日 - ）は、日本のタレント、女優、トレーダー。愛知県出身。エムズエンタープライズ所属。

## 人物
学生時代に愛知県チャンピオンとなった水泳を特技とする。ゴルフ女子。茶道歴が長く（表千家）、出演映画で茶道指導を行ったこともある。趣味は年間数百杯食べているかき氷屋巡り。
愛知県立旭丘高等学校卒業。名古屋大学経済学部を経て、名古屋大学大学院経済学研究科修士課程を修了。研究テーマは「通貨とゴールドの関係」、「アイドルと経済」。株式取引やFXなどの投資歴は学生時代からと長く、投資大好き女優として知られている。
仮想通貨分野への興味が学生時代の研究テーマとの関係性から深いようで、現在はWeb3・ブロックチェーンのイベントにおいて、MCやモデレーターとしても活動している。フィナンシャルプランナー、プライベートバンカー資格者。
2019年度のミス東スポグランプリに選出される。プロレス大賞の受賞式に出席する。親戚に北尾光司。
尊敬する女優は大竹しのぶさんと水野美紀さん。水野美紀脚本・演出の「とても親密な見知らぬ人」で初舞台を踏んだことから、いつかドラマで水野美紀さんと共演して恩返ししたい、と様々な場面で公言している。また、大竹しのぶさんの舞台鑑賞が趣味で、通い詰めている。
初舞台以来、役名の「まるでうどん」からうどんちゃんが愛称になる。俳優としては爆発力があると評されたことがきっかけで、カンパニーのリーサルウェポン、ウェポン女優と言われている。いつか演じてみたい役柄としてストーカー、オタク、ホームレス、アル中などがやってみたいと発言した。
お笑いライブへの出演や賞レースにエントリーしたことがあり、お笑いが好き。

## 出演

### テレビドラマ
- 中学生日記（NHK） - 生徒役レギュラー
- 土曜ドラマ24 フリンジマン（2017年11月11日、テレビ東京） - 不倫カップル 役
- 限界団地 第1・2話（2018年6月2日・9日、フジテレビ） - 団地妻 役
- 塔馬教授の天才推理（2019年3月9日、フジテレビ）
- 癒されたい男 第8話（2019年4月、テレビ東京） - カリス魔キッドの愛人 役
- 歌舞伎町弁護人 凛花 最終話（2019年7月7日、BSテレ東） - 愛美 役
- ルパンの娘 第4話（2019年8月1日、フジテレビ） - キャバ嬢 役
- 警視庁・捜査一課長 スペシャル（2019年10月13日、テレビ朝日） - クレームを言う女性客 役
- 病室で念仏を唱えないでください 第6話（2020年2月21日、TBS） - マネージャー 役
- 100文字アイデアをドラマにした！第8話（2020年3月10日、テレビ東京） - 女子学生 役
- 湘南純愛組!　第4話（2020年、Amazon Prime） - CCガールズ 役
- 隕石家族　第1・2・5話（2020年4月～　フジテレビ） - カウガール店員 役
- BG〜身辺警護人〜　第1話（2020年6月18日、テレビ朝日） - カップルの女性 役
- セイレーンの懺悔　第2話（2020年10月、WOWOW） - ラウンジ店員 役
- 七人の秘書（2020年10月22日 - 、テレビ朝日） - 銀行秘書 嵐山早苗 役
- 記憶捜査2　第6話（2020年11月27日、テレビ東京） - 街頭インタビュー人 役
- スイート・リベンジ　第1話先行（2021年3月22日、フジテレビ） - 百合 役
- 特捜9～seazon4～第11話（2021年6月15日、テレビ朝日） - 公也の恋人あさみ 役
- ハコヅメ〜たたかう!交番女子〜　第1話（2021年7月7日、日本テレビ） - 帽子を落とした女性 役
- ボイスⅡ 110緊急指令室　第1話（2021年7月10日、日本テレビ） - 立てこもり事件人質（妊婦）役
- スイート・リベンジ　第1話（2021年8月30日、フジテレビ） - 百合 役
- モモウメ　第2話（2021年9月19日、日本テレビ） - バレンタインOL 役
- らせんの迷宮-遺伝子捜査-第2話（2021年10月22日、テレビ東京） - DNA婚活パーティー女性客 役
- アンラッキーガール　第6話（2021年11月11日、日本テレビ） - ケーキを顔面にぶつける店員　役
- ドクターX〜外科医・大門未知子〜　第7話（2021年11月25日、テレビ朝日） - 森本先生のファン 役
- ラジエーションハウスⅡ　第9話（2021年11月29日、フジテレビ） - 看護師 役
- 愛しい嘘〜優しい闇〜 第1話（2022年1月14日、テレビ朝日）
- ホテルマン東堂克生の事件ファイル〜八ヶ岳リゾート殺人事件〜（2022年1月22日、BS-TBS) - 客室係 石井 役
- ムチャブリ! わたしが社長になるなんて　第3話 (2022年１月26日、日本テレビ) - 雛子の同級生 役
- 君と世界が終わる日に season3 第2話 第3話 (2022年３月、Hulu) - 光の紋章信者 役
- 今どきの若いモンは 第3回、第4回（8.9.12話）（2022年4月、WOWOW） - カフェ店員 役
- クロステイル 〜探偵教室〜 第5話（2022年5月7日、フジテレビ） - 木島真美 役
- パンドラの果実 第7話（2022年6月4日、日本テレビ Hulu） - 橘紀子 役
- 世にも奇妙な物語 夏の特別編「電話をしてるふり」（2022年6月18日、フジテレビ） - 大塚 役
- 教祖のムスメ 第5話 第7話（2022年6月30日,7月14日、MBS） - ナユタの民信者 役
- 競争の番人 (2022年7月11日～ 、フジテレビ) - 公正取引委員会職員　レギュラー
- オクトー 〜感情捜査官 心野朱梨〜第5話（2022年8月4日、読売テレビ、日本テレビ)  - 望月チエミ 役
- 七人の秘書 スペシャル(2022年10月2日、テレビ朝日) -東都銀行秘書 嵐山早苗 役
- 親愛なる僕へ殺意をこめて(2022年10月26日、フジテレビ)-クリニックスタッフ 役
- 記憶捜査〜新宿東署事件ファイル〜 4話（2022年11月25日、テレビ東京） - 桂美咲 役
- DORONJO / ドロンジョ第 11話 (2022年12月、WOWOW)-インタビュワー 役
- 女神の教室〜リーガル青春白書〜第1話・第9話・第10話（2023年1月9日・3月6日・3月13日、フジテレビ） - 安藤麻理恵法律事務所 事務員 役
- わたしの夫は--あの娘の恋人--  (2023年1月14日～、テレビ大阪・BSテレビ東京) -木下 役 レギュラー出演
- 罠の戦争 第1話（2023年1月16日、フジテレビ） - 看護師 役
- 今夜すきやきだよ 第５話（2023年2月3日、テレビ東京） - アナウンサー 役
- スタンドUPスタート 第5話・第6話（2023年2月15日・2月22日、フジテレビ） - 市の職員 役
- 「湯道 (映画)」アナザーストーリー「湯道への道」（2023年2月16日～、Prime Video） - 照橋奈美子 役
- ＃who am I 第3話（2023年3月21日、フジテレビ） - アノニマスの妻 役
- しょうもない僕らの恋愛論 第10話（2023年3月23日、日本テレビ） - 同僚社員 役
- かしましめし 第2話（2023年4月17日、テレビ東京） - 相沢花梨 役
- Dr.チョコレート 第9話（2023年6月17日、日本テレビ） - レントゲン（お笑い芸人）のファン 役
- 癒やしのお隣さんには秘密がある（2023年7月8日 - 9月30日、日本テレビ） - 木梨夕樹 役 レギュラー
- 真夏のシンデレラ 第2話（2023年7月17日、フジテレビ） - 溺れた子供の母親 役
- 相棒 season22 第1話（2023年10月18日、テレビ朝日）-出版社社員 役
- 恋する警護24時 第1話（2024年1月13日、テレビ朝日）-上島芳子 役[3]
- 婚活1000本ノック 第1話（2024年1月17日、フジテレビ） - 婚活合コンスタッフ 役
- 消せない「私」-復讐の連鎖- 第3話（2024年1月19日、日本テレビ） - 結婚式司会 役
- 連続ドラマW 坂の上の赤い屋根 第3話・第4話（2024年3月17日・24日、WOWOW） - 教師 役
- ブラックガールズトーク 第8話（2024年3月25日、テレビ東京） - 保育士 役
- イップス（2024年4月12日 - 6月21日、フジテレビ） -  桃江もも 役 ※レギュラー
- 肝臓を奪われた妻 第3話・第4話・第8話・第10話 - 第12話（2024年4月17日・24日・5月22日・6月5日 - 19日、日本テレビ） - 佐藤ゆり 役　※準レギュラー
- ヒロシの心霊キャンプ 最終話「見つけてください」（2024年10月31日、BS日テレ） - 林志保 役[4]
- 嘘解きレトリック　第5話（2024年11月6日、フジテレビ）- 看護師 役
- ドクターY〜外科医・加地秀樹〜 第7弾(2024年11月30日、テレビ朝日)　-看護師 役
- ザ・トラベルナース（S2）第8話　（2024年12月12日、テレビ朝日）- 西東京病院看護師（愛川塔子の同僚）役
- それぞれの孤独のグルメ 第12話（2024年12月21日、テレビ東京） - 井上優香 役

### テレビ番組
- Car☆Xs（2015年、TOKYO MX） - レギュラーレポーター
- オサレガール（2016年4月 - 2016年6月、テレビ埼玉）
- Abema Wave サタデーナイト「高学歴アイドル藍田愛」（2017年6月10日、AbemaTV）
- バラエティ開拓バラエティ 日村がゆく（2017年9月20日、AbemaTV）
- バレンタインの夜に生|LINE!あなた告るの?別れるの?（2018年2月14日、AbemaTV）
- NEWSな2人（2018年3月3日、TBS）
- 村上マヨネーズのツッコませて頂きます!（2018年4月1日関西テレビ、4月27日フジテレビ系）
- 有吉反省会（2018年6月、日本テレビ） - 反省人
- 前田日明の「月刊リングス」ゲスト
- THE突破ファイル（2019年8月、日本テレビ）～海パン刑事編～ - スリにあった女子 役
- 石橋貴明のたいむとんねる（2019年9月、フジテレビ）
- ご参考までに。（2019年9月、日本テレビ）～薬局編～
- 貧坊ちゃまの大発明（2019年12月、フジテレビ）
- 最強スポーツ統一戦（2019年12月、フジテレビ）
- じっくり聞いタロウ（2020年3月19日、テレビ東京） - リアクターゲスト
- 全力坂（2020年4月23日・30日、テレビ朝日）淡路坂、女坂
- 痛快TVスカッとジャパン（2021年1月18日、フジテレビ） - 中田美恵　役
- みんなのKEIBA - こっそり裏実況（2022年11月13日、2023年2月19日・4月16日）ゲスト出演
- ワシんとこ・ポスト（2023年2月15日・3月29日・5月31日、BSよしもと）ゲストコメンテーター

### 映画
- 干支天使チアラット（2018年、河崎実監督）
- アラフォーの挑戦・アメリカへ（2019年、鈴木淳一監督） - 愛 役
- 影と呼ばれた男たち（2019年、片岡修二監督） - 瀬里奈 役
- 天牌外伝3（2019年、小沼雄一監督） - ジュリア 役
- 打姫オバカミーコ（2021年2月、松田圭太監督） - 女子プロ雀士 役
- ゾンビが家にやってきた（2021年7月　大橋孝史監督） - ゾンビ 役
- ビーバップのおっさん（2022年7月24日公開、旭正嗣監督） - テルのバイト先のバイト店員川本 役
- 死刑（2022年11月4日、宮本正樹監督） - 水野洋子 役
- メイヘムガールズ（2022年11月25日公開、藤田真一監督） - Youtuberあいぽん 役[5]
- 狼 ラストスタントマン（2022年12月23日公開、六車俊治監督） - サーフショップの店員 役
- この小さな手（2023年4月8日公開、中田博之監督） - 奈保 役
- 風が通り抜ける道（2024年1月公開、田中壱征監督） - 聖 役
- 悪鬼のウイルス (2025年1月24日公開) - アナウンサー 役[6][7]

### 舞台
- 水野美紀脚本・演出「とても親密な見知らぬ人」（2019年11月、新宿シアターモリエール） - まるでうどん 役
- 朗読劇「Dream Lesson～2020 in 春」（2020年3月）藍島秋　役
- 坂牧良太脚本・演出「エモ・ロス～Emotion Lose～」（2020年11月、オメガ東京） - 天才ハッカー絆　役
- JACO Fes 2021冬　ミツドモエ　モザイク東京特別公演「Snow」（2021年12月、シダックスカルチャービレッジ)　シズカ役（ヒロイン）

### CM
- マイナビウェディング（2015年）
- レノボ・ジャパン web（2021年～)
- ヨドバシカメラ TVCM （2022年6月～）

### 広告
- 新菱冷熱工業 モデル（2022年～）

### ラジオ
- ABCラジオ「ハッシュタグZ」　ゲスト（2019年）
- 渋谷クロスFM「渋谷全力ドリーム」　ゲスト（2019年11月）
- 渋谷クロスFM「㈱あいだあいの投資事業部」　(毎月 第4月曜日 13時～)（2021年2月～）
- Voicy「あいの映画&マネー情報局」　(毎週火曜日・金曜日)(2021年3月～)
- ラジオ日本「60TRY部」ゲスト（2021年7月9日）
- SKYWAVE FM「あいだあいのCINEMA＆MONEY」(毎週土曜日17時～17時59分)（2021年9月～）
- レインボータウンFM　大江戸ワイドスーパーイブニング　ゲスト（2021年11月）
- SKYWAVE FM「ちばの力」アシスタント（毎週火曜日19時～19時59分）（2022年1月～）

### マガジン
- WEBマガジンfoomii 「投資って楽しいよ～レベル別ステップアップ投資塾～」（2021年5月～）

### イベント
- DMMチャリチャン　アシスタント（2018年1月～12月）
- JKA主催「G1オールスター競輪」（2018年8月）
- サイクルモード（2018年11月）
- JKA主催「G1グランプリ競輪」（2018年12月）
- JKA主催「G1オールスター競輪」ミス東スポトークイベント、表彰式プレゼンター（2019年8月）
- 元木大介トークショー（2021年1月）　アシスタントMC
- TEPPEN (お笑いライブ)　テッペンピン（2021年6月1日）　アシスタントMC
- TEPPEN (お笑いライブ)　サマーナイトスペシャル（2021年7月14日） アシスタントMC
- お笑い賞レース ビリオングランプリ　第1回　アシスタントMC（2021年7月～　2022年2月13日決勝）
- お笑いライブトンガリ　アシスタントMC（2021年9月17日）
- TEPPEN (お笑いライブ)vol.300回記念スペシャル（2022年2月27日）アシスタントMC
- TEPPEN (お笑いライブ)vol.304 スプリングスペシャル（2022年4月29日）アシスタントMC
- お笑いライブトンガリ　アシスタントMC（2022年5月14日）
- 美容と腸活イベント（2022年8月22日）アシスタント
- お笑い賞レースビリオングランプリ2（2022年9月3日決勝）アシスタントMC
- お笑いライブトンガリ　アシスタントMC（2023年3月18日）
- ON AIR TV 映画「マリッジカウンセラー」公開記念特番 進行
- ON AIR TV 映画「たまつきの夢」公開記念特番 進行
- ON AIR TV 映画「瞬きまで」公開記念特番 進行(2023年7月20日)
- WebX2023 公式サイドイベント「うぇぶゼロ～地方創生×Web3～」司会（2023年7月25日）

### 雜誌
- ヤングチャンピオン（秋田書店）（2016年）
- アサ芸Secret!（徳間書店）（2016年）
- FLASH（光文社）（2016年）
- 週刊SPA！（扶桑社）（2017年）
- 週刊大衆ヴィーナス　4/4号 （双葉社）（2017年）
- CARトップ （交通タイムス社）（2017年）
- HIACE style (交通タイムズ社)（2021年5月）
- ミニワゴン（交通タイムス社）（2021年6月）
- カスタムカー（芸文社）（2021年6月）
- 週刊女性 (主婦と生活社)（2022年6月）節税の裏技（ファイナンシャルプランナーとして）

### レースクイーン
- SUPER GT - JLOC　86号車　クリスタルクロコギャル
  - スーパー耐久 - Team BOMEX プリズムギャルズ[8]
  - 全日本ロードレース選手権 - TAKE-UP Racing レースクイーン[9]
  - D1 GRAND PRIX - GURF Racing TONEフリッカ